# Расселл, Уильям (актёр)
Уи́льям Ра́сселл Э́нох (англ. William Russell Enoch; 19 ноября 1924, Сандерленд, Дарем — 3 июня 2024) — английский актёр, карьера которого охватывала более семи десятилетий. Впервые получил широкую известность благодаря главной роли в телесериале «Приключения сэра Ланселота» (1956—1957). В 1963 году стал частью первого главного актёрского состава телесериала «Доктор Кто», сыграв спутника Первого Доктора Иэна Честертона с первого эпизода сериала до 1965 года.

## Биография
Уильям Расселл родился 19 ноября 1924 года в Сандерленде, в семье Евы Компстон и Альфреда Джеймса Еноха. Образование он получил в средней школе Вулвергемптона и заинтересовался актёрским мастерством в довольно раннем возрасте. Расселл был вовлечён в организацию развлечений во время своей национальной службы в Королевских военно-воздушных силах, а затем, после университета, поступил в репертуарный театр.

## Карьера

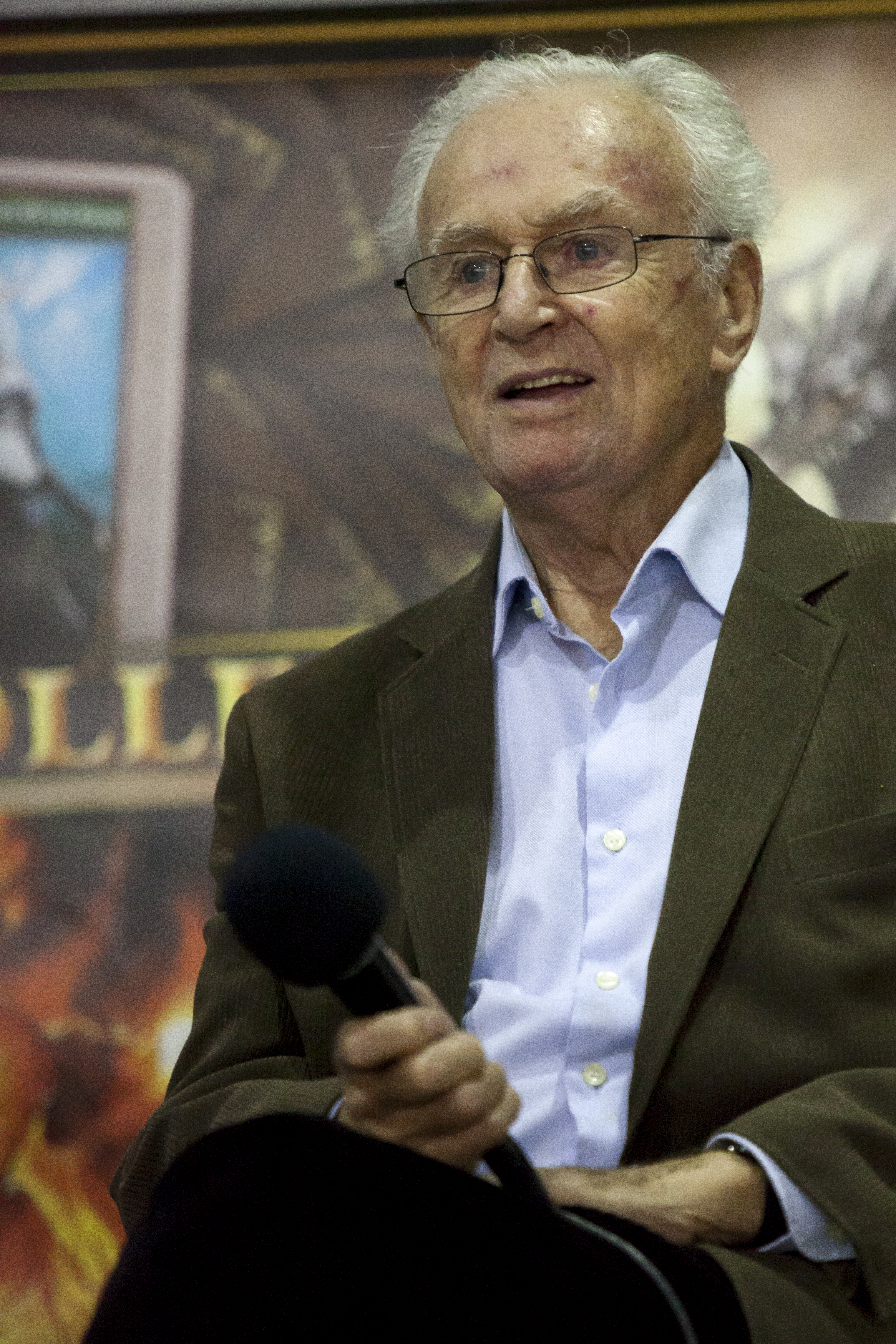
Расселл в 2012 году.

В 1963 году Расселл получил роль в «Докторе Кто» и сыграл учителя естествознания Иэна Честертона, появившись в большинстве эпизодов первых двух сезонов программы.
Предполагалось, что он повторит роль Иэна в рассказе 1983 года «Маврин Нежить» вместе с Питером Дэвисоном в качестве пятого доктора в двадцатом сезоне. Однако из-за ошибок в расписании этого не случилось.
С момента ухода из сериала «Улица Коронации» в 1992 году Расселл продолжал деятельность в «Докторе Кто», предоставив свой голос в качестве рассказчика в нескольких выпусках. Он также записал чтения для некоторых аудиоадаптаций рассказов «Доктор Кто».
Расселл также внёс свой вклад в DVD-выпуск «Доктора Кто», приняв участие в нескольких аудиокомментариях и экранных интервью.
В 2013 году Би-би-си выпустила документальную драму «Приключение в пространстве и времени», рассказывающее о создании и первых годах съёмок «Доктора Кто», в рамках празднования пятидесятилетия сериала. Роль Расселла сыграл актёр Джейми Гловер, в то время как сам Расселл сыграл эпизодическую роль охранника Гарри.
В 2022 году Расселл вновь сыграл роль Иэна в одной сцене специального выпуска «Сила Доктора». В последний раз появившись перед этим в сериале в 1965 году в серии «Погоня», побил мировой рекорд Гиннесса в категории «Самый большой промежуток времени между появлениями на телевидении», который составил 57 лет и 120 дней.

## Личная жизнь
В 1953 году Расселл женился на Бальбине Гутьеррес. У них родилось трое детей, Роберт, Летиция и Ванесса, но позже он с ней развёлся.
2 декабря 1988 года у 64-летнего Расселла и его второй жены Этелин Маргарет Льюис, на которой он женился в 1984 году, родился сын Альфред Энох. Альфред также стал актёром и прославился ролями Дина Томаса в серии фильмов о Гарри Поттере и Уэса Гиббинса в телесериале «Как избежать наказания за убийство».
Скончался 3 июня 2024 года на 100-м году жизни.

## Фильмография

### Кино
| Год  |   | Русское название                  | Оригинальное название                  | Роль                                 |
| ---- | - | --------------------------------- | -------------------------------------- | ------------------------------------ |
| 1952 | ф | Дарёный конь                      | Gift Horse                             | член экипажа (как Расселл Энох)      |
| 1953 | ф | Встреча в Лондоне                 | Appointment in London                  | офицер ВВС (в титрах не указан)      |
| 1953 | ф | Интимные отношения                | Intimate Relations                     | Майкл (как Расселл Энох)             |
| 1953 | ф | Мальтийская история               | Malta Story                            | тюремщик (в титрах не указан)        |
| 1953 | ф | Вечная невеста                    | Always a Bride                         | шофёр Даттона (в титрах не указан)   |
| 1953 | ф | Возвращение Святого               | The Saint's Return                     | Кит Мертон (как Расселл Энох)        |
| 1954 | ф | Те, которые дерзают               | They Who Dare                          | лейтенант Том Пул (как Расселл Энох) |
| 1954 | ф | Весельчак                         | The Gay Dog                            | Лесли Гоулэнд (как Расселл Энох)     |
| 1955 | ф | К лучшему                         | One Good Turn                          | Алек Бигли                           |
| 1955 | ф | Волны над нами                    | Above Us the Waves                     | Рамси                                |
| 1956 | ф | Человек, которого никогда не было | The Man Who Never Was                  | Джо                                  |
| 1957 | ф | Большой шанс                      | The Big Chance                         | Билл Андерсон                        |
| 1958 | ф | Приключения Хэл 5                 | The Adventures of Hal 5                | священник                            |
| 1963 | ф | Большой побег                     | The Great Escape                       | Соррен                               |
| 1978 | ф | Террор                            | Terror                                 | лорд Гаррик                          |
| 1978 | ф | Супермен                          | Superman                               | 8-й старейшина                       |
| 1980 | ф | Прямой репортаж о смерти          | La Mort en direct                      | доктор Мэйсон (как Уильям Рассел)    |
| 1981 | ф | Марк Гертлер: Фрагменты биографии | Mark Gertler: Fragments of a Biography | Роджер Фрай                          |
| 1990 | ф | Смертоносное поместье             | Deadly Manor                           | Альфред                              |
| 2020 | ф | Распоряжение                      | Medida Provisória                      | камео                                |

### Телевидение
| Год       |     | Русское название                                       | Оригинальное название                           | Роль                                                                     |
| --------- | --- | ------------------------------------------------------ | ----------------------------------------------- | ------------------------------------------------------------------------ |
| 1954      | кор |                                                        | Lonesome Like                                   | преподобный Фрэнк Аллейн (как Расселл Энох)                              |
| 1955      | с   | Сент-Ив                                                | St. Ives                                        | Сент-Ив (все 6 серий)                                                    |
| 1955      | тф  | Спящая красавица                                       | The Sleeping Beauty                             | Принц                                                                    |
| 1956      | с   | Театр Лилли Пальмер                                    | Theatre Royal                                   | парень (серия «The Assassin»)                                            |
| 1956      | с   | Назначение: Иностранный легион                         | Assignment Foreign Legion                       | Джерри Брук (серия «The Ghost»)                                          |
| 1956      | с   | Приключения Эгги                                       | The Adventures of Aggie                         | Тед Джордан (серия «Hypertension»)                                       |
| 1956—1957 | с   | Приключения сэра Ланселота                             | The Adventures of Sir Lancelot                  | сэр Ланселот / сэр Блайант (все 30 серий)                                |
| 1957      | с   | Час тайны                                              | Hour of Mystery                                 | Кевин Ормонд (серия «Crime of Margaret Foley»)                           |
| 1957      | с   | Николас Никлби                                         | Nicholas Nickleby                               | Николас Никлби (все 10 серий)                                            |
| 1957      | с   | Меч свободы                                            | Sword of Freedom                                | герцог Рене д’Альберт (серия «The Strange Intruder»)                     |
| 1958      | с   | Всемирный телевизионный театр                          | Television World Theatre                        | принц Пао (серия «The Circle of Chalk»)                                  |
| 1958      | тф  | Кто сражался в одиночку: Эпитафия шотландскому солдату | Who Fought Alone: Epitaph on a Scottish Soldier |                                                                          |
| 1958      | с   | Субботний театр                                        | Saturday Playhouse                              | Вулен (серия «The Duke in Darkness»)                                     |
| 1958      | с   | Телевизионный драматург                                | Television Playwright                           | Энтони Бродерик (серия «In a Backward Country»)                          |
| 1959      | с   | Пьеса недели на ITV                                    | ITV Play of the Week                            | Невил Ригден (серия «The Face of Treason»)                               |
| 1959      | с   | Театр в кресле                                         | Armchair Theatre                                | Смоки (серия «The Girl on the Beach»)                                    |
| 1959      | тф  | Никогда не умирай                                      | Never Die                                       | инспектор Сове                                                           |
| 1959      | с   | Рассказы Диккенса                                      | Tales From Dickens                              | Дэвид Копперфильд (3 серии)                                              |
| 1960      | с   | Сент-Ив                                                | St. Ives                                        | Сент-Ив (все 6 серий)                                                    |
| 1960      | с   | BBC: Пьеса воскресного вечера                          | BBC Sunday-Night Play                           | разные роли (7 серий)                                                    |
| 1961      | тф  | Приключенческий рассказ                                | Adventure Story                                 | Гефестион                                                                |
| 1961      | с   | Тритон                                                 | Triton                                          | капитан Беллветер (все 6 серий)                                          |
| 1961      | кор | Песенка за шесть пенсов                                | A Song of Sixpence                              | Альберто Монцелли                                                        |
| 1961      | с   | Гамлет                                                 | Hamlet                                          | Гамлет (5 серий)                                                         |
| 1962—1963 | с   | Таинственный театр Эдгара Уоллеса                      | Edgar Wallace Mysteries                         | Майк Стэффорд / Майк Кохран (2 серии)                                    |
| 1963      | с   | Драма 61-67                                            | Drama 61-67                                     | Майк Ламберт (серия «Drama 63: Somebody's Dying»)                        |
| 1963      | с   | Джейн Эйр                                              | Jane Eyre                                       | святой Джон Риверс (2 серии)                                             |
| 1963      | с   | Лунный удар                                            | Moonstrike                                      | Филипп (серия «The Biggest Bandit»)                                      |
| 1963      | с   | Неизвестность                                          | Suspense                                        | Джон Ричардс (серия «The Patch Card»)                                    |
| 1963—2022 | с   | Доктор Кто                                             | Doctor Who                                      | Иэн Честертон (78 эпизодов)                                              |
| 1966      | с   | Переломный момент                                      | Breaking Point                                  | Мартин Кеннеди (все 5 серий)                                             |
| 1966—1967 | с   | Этот человек Крейг                                     | This Man Craig                                  | Питер Роджерс / Питер Вудберн / Эйвис (3 серии)                          |
| 1967      | с   | Дневник доктора Финли                                  | Dr. Finlay's Casebook                           | Невилл (серия «Who Made You?»)                                           |
| 1969      | с   | Кто это сделал                                         | Who-Dun-It                                      | Марсель Дупре (серия «Don't Shoot the Cook»)                             |
| 1969      | с   | Детектив                                               | Detective                                       | Билл Картрайт (серия «And So to Murder»)                                 |
| 1969      | с   |                                                        | Parkin's Patch                                  | Уилкинс (серия «No Friendship For Coppers»)                              |
| 1972—1973 | с   | Харриет вернулась в город                              | Harriet's Back in Town                          | Том Престон (90 серий)                                                   |
| 1972—1981 | с   | ITV: Театр                                             | ITV Playhouse                                   | Фрэнк / доктор Крейн / папа (3 серии)                                    |
| 1974      | с   | Правосудие                                             | Justice                                         | доктор Виктор Эшворт (серия «Point of Death»)                            |
| 1974      | с   | Отец Браун                                             | Father Brown                                    | преподобный Уилфред Бохун (серия «The Hammer of God»)                    |
| 1974      | с   | Кто это сделал?                                        | Whodunnit?                                      | капитан Александер Андерсон (серия «A Piece of Cake: Christmas Special») |
| 1975      | с   | Повешенный                                             | The Hanged Man                                  | Питер Крогер (серия «Knave of Coins»)                                    |
| 1975      | с   | Главный шанс                                           | The Main Chance                                 | Арнольд Гэлбрейт (серия «We're the Bosses Now»)                          |
| 1975      | с   | Против толпы                                           | Against The Crowd                               | Артур Пенуоррен (серия «Bread and Circuses»)                             |
| 1975      | с   | Кукла                                                  | The Doll                                        | Джулиан Осборн (серия 2)                                                 |
| 1975      | тф  | Трое в лодке, не считая собаки                         | Three Men in a Boat                             | доктор                                                                   |
| 1975—1977 | с   | Королевский суд                                        | Crown Court                                     | Эдвард Биркланд / Роберт Олдрич (2 серии)                                |
| 1977      | с   | Ван дер Валк                                           | Van der Valk                                    | Кис Рокин (серия «Accidental»)                                           |
| 1978      | с   | BBC2: Пьеса недели                                     | BBC2 Play of the Week                           | лорд Фолкстон / Чапман / директор (серия «Fearless Frank»)               |
| 1978      | с   | Дизраэли                                               | Disraeli                                        | Уиндем Льюис (2 серии)                                                   |
| 1978      | с   | Притчи                                                 | Parables                                        | Питер Вернон (серия «A Gentle Rain»)                                     |
| 1978      | с   | Путники                                                | Strangers                                       | Бэмфорд Харкер (серия «Accidental Death»)                                |
| 1979      | с   | Завет юности                                           | Testament of Youth                              | Марриотт (серия «Buxton 1913»)                                           |
| 1979      | с   | Оттенки темноты                                        | Shoestring                                      | Дэвид Карн (серия «Private Ear»)                                         |
| 1979      | с   |                                                        | Spearhead                                       | мистер Диксон (серия «Repercussions»)                                    |
| 1980      | с   | Маккензи                                               | Mackenzie                                       | Фрэнсис Хэммонд (2 серии)                                                |
| 1980      | с   | Ужасные истории старого кресла                         | Armchair Thriller                               | старший офицер (серия «Dead Man's Kit: Part 1»)                          |
| 1980      | с   | Пьеса дня                                              | Play for Today                                  | Дон (серия «Instant Enlightenment Including V.A.T.»)                     |
| 1980      | с   | Профессионалы                                          | The Professionals                               | Чарльз Холли (серия «Involvement»)                                       |
| 1983      | с   | Чёрная гадюка                                          | The Black Adder                                 | герцог Уинчестер (серия «The Archbishop»)                                |
| 1986      | с   | Робин из Шервуда                                       | Robin of Sherwood                               | герцог Глостерский (серия «Притворщик»)                                  |
| 1988      | тф  | Миля за четыре минуты                                  | The Four Minute Mile                            | представитель атлетической ассоциации                                    |
| 1990      | с   | Бун                                                    | Boon                                            | Джон Лосли (серия «Tales from the River Bank»)                           |
| 1992      | с   | Улица Коронации                                        | Coronation Street                               | Тед Салливан (47 серий)                                                  |
| 1995      | тф  | Казнённая любовь                                       | The Affair                                      | доктор Хастингс                                                          |
| 1995      | с   | Катастрофа                                             | Theatre Royal                                   | Мо Мередрю (серия «Halfway House»)                                       |
| 1997      | с   | Великие представления                                  | Great Performances                              | серия «Генрих V»                                                         |
| 2000      | с   | Биение сердца                                          | Heartbeat                                       | Гэбриел Фёрт (серия «Gabriel's Last Stand»)                              |
| 2005      | с   | Пуаро Агаты Кристи                                     | Agatha Christie: Poirot                         | Ленскомб (серия «После похорон»)                                         |
| 2013      | тф  | Приключение в пространстве и времени                   | An Adventure in Space and Time                  | Гарри, охранник                                                          |

### Аудио
| Год       |   | Русское название               | Оригинальное название                | Роль                                         |
| --------- | - | ------------------------------ | ------------------------------------ | -------------------------------------------- |
| 2005      | с | Доктор Кто: Ежемесячные релизы | Doctor Who: The Monthly Range        | Дарзил Карлайл (выпуск «The Game»)           |
| 2009—2014 | с | Доктор Кто: Хроники спутников  | Doctor Who: The Companion Chronicles | Иэн Честертон (8 выпусков)                   |
| 2010—2013 | с | Доктор Кто: Потерянные истории | Doctor Who: The Lost Stories         | Иэн Честертон (4 выпуска)                    |
| 2011      | ф | Пять спутников                 | The Five Companions                  | Иэн Честертон                                |
| 2013      | ф | Свет в конце                   | The Light at the End                 | Иэн Честертон / Первый Доктор                |
| 2014—2015 | с | Доктор Кто: Ранние приключения | Doctor Who: The Early Adventures     | Иэн Честертон / Первый Доктор (4 выпуска)    |
| 2016—2017 | с | Короткие путешествия           | Short Trips                          | рассказчик (4 выпуска)                       |
| 2020      | с | Война Сьюзан                   | Susan's War                          | Иэн Честертон (выпуск «Sphere of Influence») |